# Пальмовый сироп
Пальмовый сироп (или Пальмовый мёд) — съедобный сладкий сироп, изготовляемый из сока некоторых видов пальмовых. Его производят на Канарских островах и в прибрежных районах Южной Америки.

## Виды
На Канарских островах пальмовый сироп (исп. miel de palma) готовят из канарской финиковой пальмы (Phoenix canariensis). В Чили пальмовый сироп производят из исчезающей юбеи (Jubaea chilensis).
Применяются и другие виды пальм, такие как кокосовая пальма, сахарная пальма и пальмировая пальма.

## Производство на Канарских островах
Подавляющая часть производства пальмового сиропа сосредоточена в муниципалитете Вальеэрмосо на острове Ла-Гомера. Процесс сбора сока пальмы и концентрации его в сироп во многом похож на процесс, используемый для приготовления кленового сиропа.
Сок пальмы, известный как гуарапо собирается из чашеобразного надреза в кроне дерева. Так как гуарапо быстро портится при солнечном свете, сбор производится ночью. Каждый вечер во время сбора урожая, гуараперо (фермер) готовит для сбора сока каждое дерево. Он забирается на вершину пальмы, часто при помощи лестницы, используя нож или стамеску, срезает зеленые ветви кроны. Затем на стволе прямо под ней делает надрезы, ночью пальма выделяет сок, который через специальный сток попадает в канистры. Ранним утром следующего дня, он возвращается и забирает заполненные ведра, содержащих 10-15 литров сока с каждого дерева.
Собранный гуарапо отправляют либо на специальный местный завод по переработке, либо обрабатывают на месте. Обработка включает в себя кипячение гуарапо в течение нескольких часов, пока он не загустеет, примерно на 90 %, до темно-коричневого сиропа, сильно сладкого на вкус. Затем его упаковывают, как правило, в стеклянные банки. Пальмовый сироп имеет свойство сгущаться и кристаллизоваться с течением времени.
Через четыре-пять месяцев интенсивного каждодневного сбора сока в период с января по июнь, дерево нуждается в пятилетнем отдыхе, чтобы восстановиться перед очередным его использованием.

## Использование
Пальмовый сироп используется для приготовления различных пирожных и десертов, таких как блины или мороженое. Сироп широко используется в Юго-Восточной Азии для приготовления пищи. Его сладость смягчает остроту аромата карри, добавляя похожий на патоку вкус к еде. Он также широко используется в качестве ингредиента в десертах или масле, после обработки продуктов.
На Гомере он смешивается с паррой (аналог граппы) для получения напитка Гомерон.
Пальмовый сироп также традиционно используются на острове Ла Гомера для лечебных целей.